# Lake George Reflection
[[Categoría:Cuadros de {{{3}}}]]
  
  
Lake George Reflection es una pintura al óleo sobre lienzo de 147,3 cm x 86,4 cm creada por Georgia O'Keeffe entre 1921 y 1922. Pertenece a una colección privada.
Lake George Reflection se inspiró en las frecuentes visitas de O'Keeffe a la casa familiar de Alfred Stieglitz. Este trabajo continúa en la tradición de los primeros pintores de la Escuela del Río Hudson inspirados en la sublime topografía de la región, pero interpretados en el estilo vanguardista de abstracción de O'Keeffe. 
Esta pintura desafía la creencia de que solo hay una forma de ver una pintura, pues puede contemplarse tanto vertical como horizontalmente. Esta ambigüedad de orientación crea una obra que es, a la vez, altamente figurativa y totalmente abstracta. Exhibida por primera vez en 1923 por la artista en las Galerías Anderson, la obra se colgó verticalmente, vinculándose más estrechamente con sus imágenes de flores agrandadas que estaba explorando simultáneamente.
La pintura se vendió en 2016 por 12.933.000 USD.